# Хлевник
Хлевник (словен. Hlevnik) — мале поселення в общині Брда, Регіон Горишка, Словенія. Висота над рівнем моря: 170,7 м.